# 火烫
火烫（英文：Fire Play）是将火靠近人体皮肤的一种性虐恋行为。通常做法是用燃烧的酒精棉球靠近人体皮肤，并保持皮肤上有一层热空气作为缓冲。此时会有灼热感，但不会留下永久伤痕。
反复进行火烫，可用于在皮肤上产生临时或永久印记。